# Jürgen Trimborn
Jürgen Trimborn (* 19. Juni 1971 in Köln; † 25. September 2012 in Bad Münstereifel) war ein deutscher Kultur- und Filmwissenschaftler, der vorwiegend als freiberuflicher Autor arbeitete. Er schrieb Sachbücher zum Themenbereich Film und Fernsehen sowie Biographien über Leni Riefenstahl, Arno Breker, Johannes Heesters, Hildegard Knef, Rudi Carrell, Romy Schneider und Rainer Werner Fassbinder.

## Leben
Trimborn studierte Theater-, Film- und Fernsehwissenschaft, Kunstgeschichte, Germanistik, Geschichte und Philosophie an der Universität zu Köln und promovierte 1997 mit einer Arbeit über Denkmale als Inszenierungen im öffentlichen Raum im Fach Kunstgeschichte. Anschließend arbeitete er als Wissenschaftlicher Mitarbeiter am Institut für Theater-, Film- und Fernsehwissenschaften (Universität zu Köln) und an der Theaterwissenschaftlichen Sammlung in Schloss Wahn. Er begann in dieser Zeit auch mit einer Habilitationsschrift, die den Arbeitstitel Die Pose des Vamps im Kino der zwanziger und dreißiger Jahre trug, die er aber im Jahr 2000 abbrach.
Seitdem arbeitete er als freischaffender Autor von Sachbüchern. 2002 erschien seine vielbeachtete Biographie zu Leni Riefenstahl, die unter dem Titel Riefenstahl. Eine deutsche Karriere im Aufbau-Verlag publiziert wurde und für den Deutschen Bücherpreis nominiert war. Die Biographie wurde in der Folge in zahlreiche Sprachen übersetzt. Eine Verfilmung ist in Vorbereitung. 
2003 brachte er unter dem Titel Der Herr im Frack eine Biographie über Johannes Heesters und 2005 eine Hildegard-Knef-Biographie heraus. 2006 veröffentlichte er dann in enger Zusammenarbeit mit dem Showmaster ein Buch über das Lebenswerk Rudi Carrells. 2008 kam zum siebzigsten Geburtstag von Romy Schneider sein Band Romy und ihre Familie  auf den Buchmarkt. 2011 erschien Trimborns neues Buch Arno Breker. Der Künstler und die Macht. Die Biographie über Hitlers Lieblingsbildhauer, und 2012 seine Biographie Ein Tag ist ein Jahr ist ein Leben über den Filmemacher Rainer Werner Fassbinder.
Nach Information des Ullstein-Verlages verstarb er nach langer schwerer Krankheit und wurde im privaten Rahmen in einem Ruheforst in der Eifel bestattet.

## Schriften
- Die Pose als Inszenierungsmittel der Sexbombe im amerikanischen Film der fünfziger und sechziger Jahre. Köln 1997.
- Denkmale als Inszenierungen im öffentlichen Raum. Köln 1997.
- Der deutsche Heimatfilm der fünfziger Jahre. Köln 1999.
- Fernsehen der Neunziger. Die deutsche Fernsehlandschaft seit der Einführung der Privatsender. Köln 2000.
- Riefenstahl. Eine deutsche Karriere. Biographie. Berlin 2002.
- Der Herr im Frack. Johannes Heesters. Biographie. Berlin 2003.
- Hildegard Knef. Das Glück kennt nur Minuten. München 2005.
- Rudi Carrell. Ein Leben für die Show. München 2006.
- Romy und ihre Familie. München 2008.
- Arno Breker. Der Künstler und die Macht. Die Biographie. Berlin 2011.
- Ein Tag ist ein Jahr ist ein Leben. Rainer Werner Fassbinder. Die Biographie. Berlin 2012.